# دیدیه لومبارد
دیدیه لومبارد (انگلیسی: Didier Lombard؛ زادهٔ ۲۷ فوریهٔ ۱۹۴۲) کارآفرین، بازرگان و مدیر ارشد اجرایی فرانسوی است، که در حال حاضر به‌عنوان رییس هیئت مدیره شرکت اس‌تی‌مایکروالکترونیکس فعالیت می‌نماید. وی سابقه مدیریت در شرکت‌های فرانس تلکوم را نیز در کارنامه شغلی خود دارد.